# 妄想少女御宅系
《妄想少女御宅系》是紺條夏生在日本雙葉社《Comic High!》所連載的漫畫作品，以腐女戀愛喜劇為題材，單行本共7冊。除漫畫外，還有真人電影版。

## 故事
女主角淺井留美是一個御宅族，興趣與一般人不一樣，沒有相悉的好友，所加入的美術部只有她一人加入。後來留美巧遇男主角阿部隆弘，在誤打誤撞之下雙方擁抱起來，雙方對對方有所感覺。自此，兩人進入了不尋常的戀愛關係……

## 角色
淺井留美（浅井留美 あさい るみ）
本作女主角。高中一年級學生，初登場時為美術部唯一成員，是個不折不扣的腐女，時常妄想男性之間的戀愛，除了幻想二次元作品的男性角色戀愛之外，還包括幻想現實中的男性發生戀情，極度喜歡Yaoi（小學6年級開始接觸），還會將自己男性化。卻會出現貧血，經常暈倒。喜歡的人物有石田彰及綠川光（亦包括了小田切讓，不過只限於假面騎士系列）。目前喜歡漫畫作品是鋼之王子（網球王子及鋼之鍊金術師混合作）。現已發行她的第一本同人本。
阿部隆弘（阿部隆弘 あべ たかひろ）
男主角。一個普通的高中生，與留美同班。一次意外促使他與留美開始發展，展開了不尋常的戀情。喜歡流行音樂，關於御宅族的知識相當貧乏。相當少見的純情少年，卻在腦中幻想淺井擁有一雙巨乳。非常適合獸耳。
千葉俊介（千葉俊介 ちば しゅんすけ）
阿部隆弘從中學認識的好友，被淺井留美將他和千葉幻想成為一對。在學校受到了女同學的注目，不過拒絕了很多女同學的告白。還經常對隆弘惡作劇。對御宅族知識有一定的了解，自稱從他的女朋友身上學回來，不過實際上是從他的大手同人誌組織成員姊姊身上認識。
松井曜子（松井曜子 まつい ようこ）
1年B班學生，被朋友稱為小松/阿松（まっつん）。初登場向千葉俊介告白被拒絕。她看見隆弘及留美的戀情，開始找人作弄留美，遇上留美時卻成為了好朋友。中學時代是御宅族，非常肥胖，後來積極減肥並開始脫宅，當她遇上淺井回復了御宅族的本性，是腹黑系少女，與淺井一樣喜歡Yaoi。她首個迷上的配對是新世紀福音戰士中的碇真嗣及渚薰攻受組合。後來開始與俊介交往。
千葉由紀（千葉由紀 ちば ゆき）
千葉俊介的姊姊，是大手同人誌組織「VITAWON」的成員，筆名是「柊雪姬」。除了使用組織名義創作女性向作品，亦使用個人名義創作男性向18禁作品。
塚本英美（塚本英美 つかもと ひでみ）
3年級學長，柔道部主將，同性戀者。喜歡俊介，但自從了解到與俊介交往就會出現麻煩，就轉為支持曜子及俊介交往。
百瀨鶇（百瀬つぐみ　ももせ　つぐみ）
中學時代與隆弘是同班同學，是隱性腐女子。自認識留美後，開始嘗試對隆弘及留美進行離間計，在網站的留言板作出惡意攻擊留言。

## 單行本
- 第一冊 日：ISBN 4-575-83225-1、台：EAN 4717702210748、港：ISBN 978-962-8977-01-7
- 第二冊 日：ISBN 4-575-83312-6、台：EAN 4717702211134、港：ISBN 978-962-8977-32-1
- 第三冊 日：ISBN 978-4-575-83394-2、台：EAN 4717702216139、港：ISBN 978-962-8977-54-3
- 第四冊 日：ISBN 978-4-575-83496-3、台：EAN 4717702221140、港：ISBN
- 第五冊 日：ISBN 978-4-575-83581-6、台：EAN 4717702226039、港：ISBN 978-988-8035-50-2
- 第六冊 日：ISBN 978-4-575-83705-6、台：EAN 4717702236526、港：ISBN 978-988-8088-96-6
- 第七冊 日：ISBN 978-4-575-83810-7、台：EAN 4717702245214

## 真人電影
電影從2007年12月8日起在日本上映。

### 主演
- 淺井留美：甲斐麻美
- 阿部隆弘：中山麻聖
- 千葉俊祐：馬場徹
- 松井曜子：木口亞矢

### 製作人員
- 導演：堀禎一
- 劇本：多胡由章、尾上史高

## 廣播劇
2008年Frontier Works發行廣播劇CD共2卷。
- 淺井留美：藤田咲
- 阿部隆史：松風雅也
- 千葉俊介：中村悠一
- 松井曜子：清水香里
- 旁白：野田順子

## 引用作品
本作品戲仿不少其他作品，當中包括：
- 機動戰士GUNDAM
- 新機動戰記GUNDAM W
- 機動戰士GUNDAM SEED
- 機動戰士GUNDAM SEED DESTINY
- 新世紀福音戰士
- 無愛之戰
- 網球王子
- 鋼之鍊金術師
- 七龍珠
- 足球小將
- 驅魔少年
- 死亡筆記
- 生化危机3：復仇女神

## 相關連結
- 同人女
- 御宅族
- 腐女

## 外部連結
- 電影官方網站（日語）